# Homestead Meadows North
Homestead Meadows North és una concentració de població designada pel cens dels Estats Units a l'estat de Texas. Segons el cens del 2009 tenia 4.022 habitants.

## Demografia
Segons el cens del 2000, Homestead Meadows North tenia 4.232 habitants, 1.135 habitatges, i 988 famílies. La densitat de població era de 98,3 habitants per km².
Dels 1.135 habitatges en un 58% hi vivien nens de menys de 18 anys, en un 71,5% hi vivien parelles casades, en un 11,4% dones solteres, i en un 12,9% no eren unitats familiars. En el 10,9% dels habitatges hi vivien persones soles el 2,7% de les quals corresponia a persones de 65 anys o més que vivien soles. El nombre mitjà de persones vivint en cada habitatge era de 3,73 i el nombre mitjà de persones que vivien en cada família era de 4,04.
Per edats la població es repartia de la següent manera: un 36,6% tenia menys de 18 anys, un 10,9% entre 18 i 24, un 28,4% entre 25 i 44, un 18,8% de 45 a 60 i un 5,2% 65 anys o més.
L'edat mediana era de 27 anys. Per cada 100 dones de 18 o més anys hi havia 99,2 homes.
La renda mediana per habitatge era de 30.403$ i la renda mediana per família de 31.547$. Els homes tenien una renda mediana de 21.694$ mentre que les dones 18.961$. La renda per capita de la població era de 10.485$. Aproximadament el 22,9% de les famílies i el 21,4% de la població estaven per davall del llindar de pobresa.

## Poblacions més properes
El següent diagrama mostra les poblacions més properes.